# بيغ ويلسون
بيغ ويلسون (بالإنجليزية: Big Wilson)‏ هو مذيع ‏ أمريكي، ولد في 1 أكتوبر 1924 في ماريافيل لاك في الولايات المتحدة، وتوفي في 1989 في سلمي في الولايات المتحدة.